# 鄺星宇 (政治人物)
鄺星宇（英語：Kwong Sing Yu，1992年12月3日—），網上自稱張耀充，地產經紀，香港建制派人士，民建聯成員。他曾以假名宣稱已於2019年10月退黨，但民建聯的聲明則指他並無退黨。他於2020年6月12日涉嫌在觀塘同仁街的一個小巴站外使用刀械襲擊市民被捕，並在10月8日承認傷人等共三罪。在10月23日，鄺星宇被判監12個月及罰款1000元。

## 政治生涯
鄺星宇曾於香港城市大學就讀政策及行政系，其後修讀新聞學。鄺星宇在2012年透過青年民建聯的「政黨實習計劃」成為順天選區區議員郭必錚的兼職助理，在順天邨開啟他的從政生涯，而郭必錚亦成為他從政的師傅。親中社區免費報刊《龍週》在2018年11月14日刊登鄺星宇的專訪，鄺星宇稱在民建聯做社區主任是沒有收入，所以有兩年時間要靠下班後從事補習工作幫補收入，直到後來成為民建聯立法會議員助理才得到改善。鄺星宇其後成為民建聯交通政策副發言人及青年民建聯委員。鄺星宇在2017年出任觀塘區議會順天選區社區幹事，他曾以德國隊在2018年世界盃出局，而在他位於順天邨巴士站外的街站展示「德國出局，休站一天」，傳媒向他求證時，鄺星宇稱因為他有另一場活動和每週四在巴士站設置街站撞時間，為免街坊覺得他不見踪影，於是借用德國隊出局作為解釋。
鄺星宇以民建聯黨員身份在順天選區出任社區幹事一職原本是為了競逐當區區議會議席鋪路，但在2019年區議會選舉即將在11月舉行前，鄺星宇稱受到恐嚇，在10月臨時決定不參選，改由觀塘民聯會名譽會長兼前當區區議員郭必錚參選與民主派競爭議席，郭必錚聲稱自己是卓研社總幹事，而他更將自己的競選宣傳單張直接貼在鄺星宇的海報上。結果郭必錚繼2015年區議會選舉後，再次敗於民主黨區議員莫建成。

## 持刀襲擊市民被捕
2020年6月12日晚上9時許，鄺星宇走到位於九龍觀塘裕民坊的小巴站附近高叫「曱甴」及「警察加油」等口號，其後與街站附近的市民發生口角，鄺星宇先揮拳打在場的市民，有人上前嘗試制止他，數秒後，鄺星宇從其褲袋位置拔出一把生果刀，持刀指向一名男子，期間《大紀元時報》的記者上前拍攝，他突然揮刀襲擊記者，附近市民見狀嘗試聯手將他制服，數人合力捉緊其握刀的手，期間一名市民手部被刀割傷，流血不止。之後有大批便衣警察到場將其制服在地上並以傷人罪拘捕他。事件中一名22歲男子受傷，須送院治理，另有一名傷者是記者，他右手被割傷，相機帶也遭撕爛。鄺星宇在行兇前，曾經在社交平台Instagram稱︰「終於諗到個好好嘅死法，死之前又可以出返積壓咗咁耐嘅冤屈同氣，警察加油，打死曱甴」，並標示地點為觀塘站，即案發位置附近。
警方在他身上搜獲兩粒半懷疑屬於第一部毒藥的藥丸。據報導指，該兩粒半「第一部毒藥」為俗稱「偉哥」的治療陽痿藥品威而鋼。警方經調查後，他涉嫌「傷人」、「襲擊致造成實際身體傷害」及「管有第一部毒藥」被捕，案件交由觀塘警區刑事調查隊跟進。鄺星宇於2020年6月15日被押解到觀塘裁判法院首次提堂，他報稱職業是地產經紀，鄺被控於觀塘同仁街襲擊男子馮文傑及蓄意傷害另一男子馬富善，以及管有第一部毒藥表所列的「威而鋼」。鄺星宇的代表律師稱鄺患有嚴重抑鬱，有自殘及自殺傾向，曾經向精神科醫生求醫。鄺星宇暫時無須答辯，主任裁判官徐綺薇決定將案件押後至6月29日再審，以便索取兩份精神科報告，鄺星宇申請保釋但被拒絕，他須扣押在小欖精神病治療中心。
血案發生後，民建聯回應稱「反對一切暴力」。不久，葉國謙對外聲稱鄺星宇已不是社區幹事以及沒有繳交會費故不是會員，但事實上他仍然是黨員。民建聯在事發後立即刪除Facebook專頁關於他的報導，而親中社區報刊《龍週》也刪除該刊標題為「鄺星宇 扎根順天邨的鄰家大男孩」的鄺星宇個人專訪網頁。